# NGC 7526
NGC 7526 – gwiazda potrójna (lub asteryzm) znajdująca się w gwiazdozbiorze Wodnika. Wchodzące w jej skład gwiazdy ustawione są w jednej linii. Odkrył ją William Herschel 28 listopada 1785 roku.